# Все почалося з поцілунку
Все почалося з поцілунку (англ. It Started with a Kiss) — американська комедійна мелодрама режисера Джорджа Маршалла 1959 року.

## Сюжет
Сержант повітряних сил Джо Фітцпатрік одружується на красивій моделі Меггі Патнема, напередодні свого відправлення в Іспанію. Коли нова місіс Фітцпатрік чекає, щоб приїхати до чоловіка, то обіцяє йому в листі "чудову несподіванку, яка може трапитися з двома людьми". Джо природно припускає, що вона вагітна, але несподіванка виявляється новим автомобілем, який він виграв у лотереї. Його дружина і автомобіль приносять Джо презирство і ревнощі найвідомішого тореро Іспанії.

## У ролях
- Гленн Форд — сержант Джо Фітцпатрік
- Деббі Рейнольдс — Меггі Патнем
- Єва Габор — маркіза Маріон Де Ла Рей
- Густаво Рохо — Антоніо Соріано
- Фред Кларк — генерал-майор Тім O'Коннелл
- Едгар Баканан — конгресмен Річард Тапп
- Гаррі Морган — Чарльз Меріден
- Роберт Воррік — конгресмен М'юїр
- Френсіс Бавьєр — місіс Тапп
- Нетта Пекер — місіс М'юїр
- Роберт Каннінгем — майор
- Еліс Бекес — Саллі Меріден
- Кармен Філліпс — Бельва